# Lycodryas gaimardi
Lycodryas gaimardi — вид змій родини Pseudoxyrhophiidae. Ендемік Мадагаскару.

## Поширення і екологія
Lycodryas gaimardi поширені на північному сході острова Мадагаскар. Вони живуть у вологих тропічних лісах і деградованих лісах, на висоті від 200 до 800 м над рівнем моря. Ведуть деревний, нічний спосіб життя.